# تويوتا تيرسل
تويوتا تيرسل سيارة أنتجت من قبل تويوتا من 1978 إلى 1999 ثم استبدلت بإيكو في عام 2000.
لا زالت السيارة تستعمل في العديد من المناطق في العالم.

## الجيل الأول (1978)

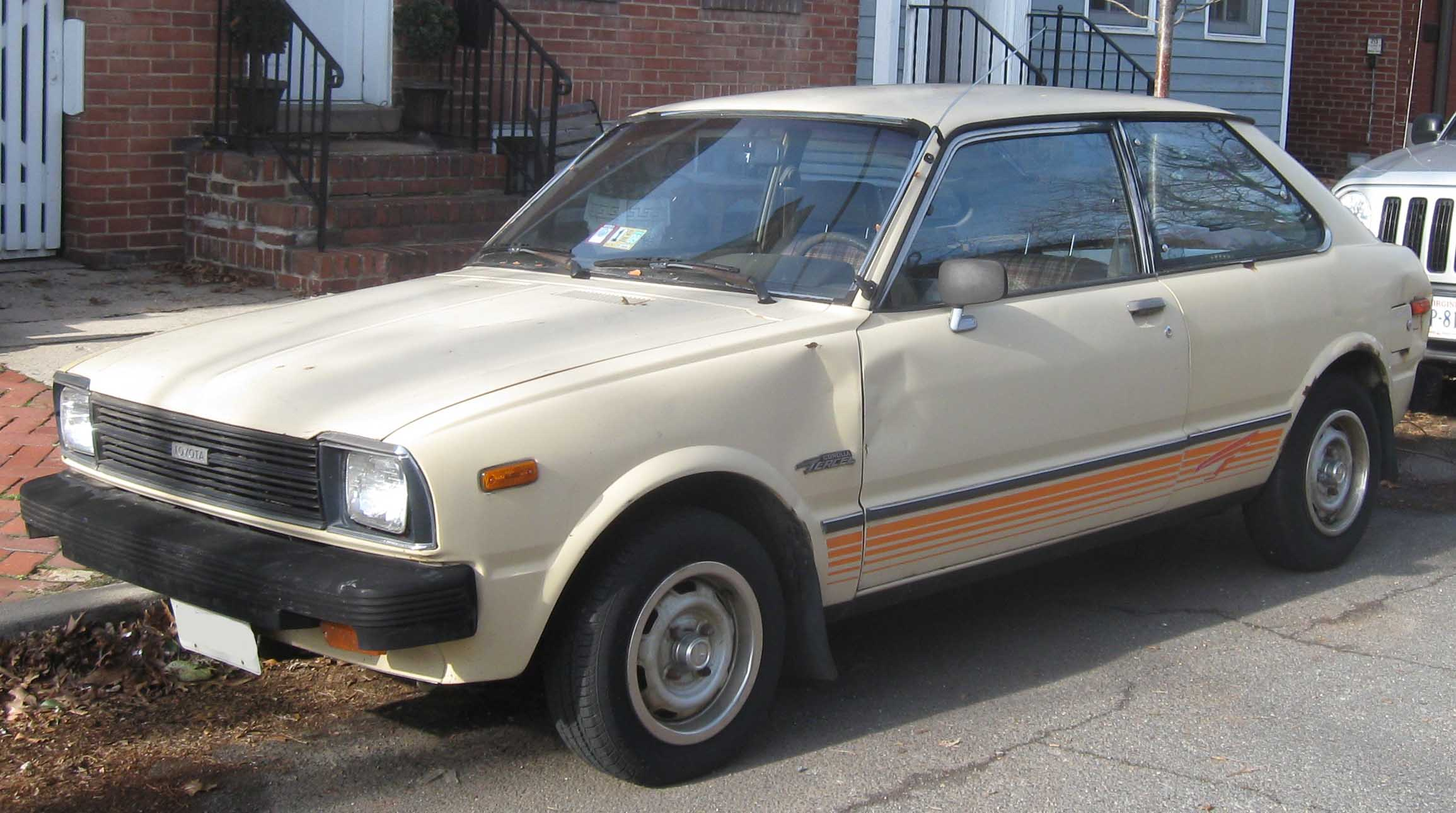
تيوتا كورولا تيرسل 1980

قُدِّمَت تيرسل في اليابان في أغسطس 1978، وفي أوروبا في مارس 1979، وفي والولايات المتحدة في عام 1980. بيعَت في الأصل إما كسيارة سيدان ذات بابين أو أربعة أبواب، أو كسيارة هاتشباك بثلاثة أبواب. كان التصميم الخلفي لهاتشباك نتيجة استخدام المصابيح الخلفية المشابهة في التصميم لتلك المستخدمة في تويوتا مارك 2 الأكبر. كان من المفترض أصلاً بيع تيرسل من خلال متاجر تويوبيت (Toyopet Store)، جنبًا إلى جنب مع تويوتا مارك 2. انتهى الأمر بالتسويق لتيرسل من خلال متجر كورولا (Corolla Store) ومواقع متجر الديزل في اليابان، بينما سُوِّقَت نسخة تحمل شارة «تويوتا كورسا (Toyota Corsa)» بالتوازي من خلال شبكة توزيع تويوبيت المنفصلة. في الولايات المتحدة أطلق عليها اسم «كورولا تيرسل (Corolla Tercel)». شُغِّلَت الطرازات المباعة في الولايات المتحدة بواسطة محرك 1A-C رباعي الأسطوانات بحجم 1452 سم مكعب، يُنتِج 60 حصانًا (45 كيلوواط) عند 4800 دورة في الدقيقة. كانت خيارات ناقل الحركة إما يدويًا من أربع أو خمس سرعات، أو أوتوماتيكيًا بثلاث سرعات متوفر بمحرك سعة 1.5 لتر من أغسطس 1979 فصاعدًا. 
في السوق الياباني، طُوِّر محرك 1500 سم مكعب 80 حصانًا (59 كيلوواط) عند 5600 دورة في الدقيقة، بينما المحرك 1.3 لتر 2 أمبير، الذي أُضيف في يونيو 1979، قدّم 74 حصانًا (54 كيلو واط). في أوروبا، بشكل أساسي، كان الإصدار 1.3 لتر متاحًا، مع 65 حصانًا (48 كيلو واط).
في هذا التصميم الجديد للدفع بالعجلات الأمامية، وهو الأول من نوعه لتويوتا، يُثَبَّت المحرك بشكل طولي. يُثَبَّت علبة النقل أسفل الأرضية، كما هو الحال في سيارة الدفع الخلفي. على عكس السيارة ذات الدفع الخلفي، يحتوي علبة النقل على ترس حلقي ومسنن في الجزء الأمامي من علبة النقل، أسفل المحرك. يقع المحرك وعلبة النقل وترس السرعة بعيدًا قليلاً عن الخط المركزي للسيارة. ثم تمتد الأعمدة النصفية (Halfshafts) من علبة النقل إلى العجلات الأمامية. صُنع هذا لحزمة أطول من المعتاد، مما جعل خط الحزام أعلى أيضًا، لكن تويوتا شعرت أن التقليديين قد يخافون من الإعداد المستعرض (Transverse setup). في وقت مبكر من عام 1980، ألمحت تويوتا أيضًا إلى أن هذا الإعداد جعل التحويل إلى إعداد الدفع الرباعي أسهل، على الرغم من أن مثل هذه النسخة يجب أن تنتظر الجيل الثاني. كان تيرسل أيضًا مزودًا بجريدة مسننة، وهي المرة الأولى التي تستخدم فيها تويوتا مثل هذا التصميم منذ تويوتا 2000 جي تي.

## معرض صور

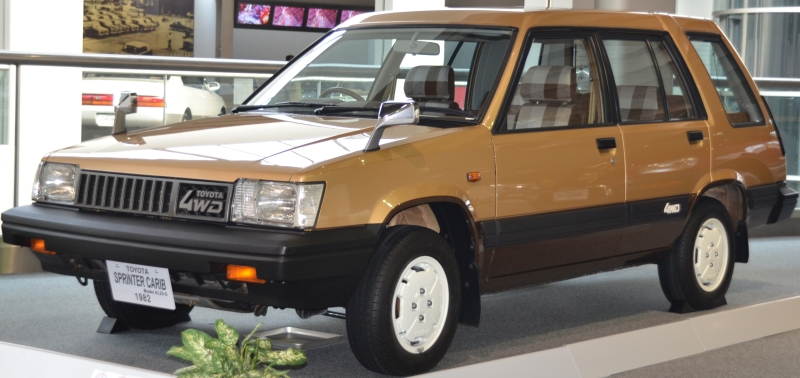
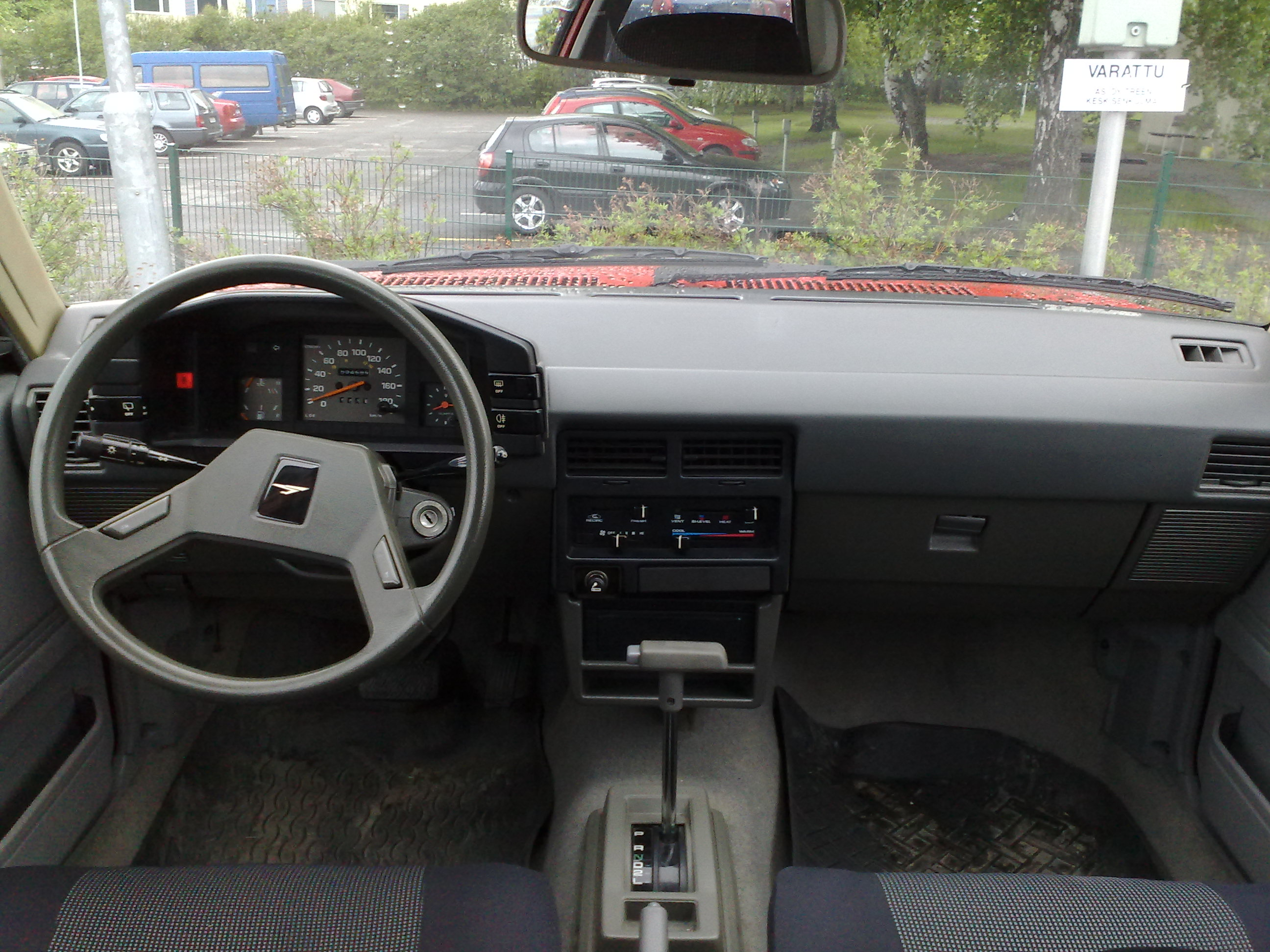
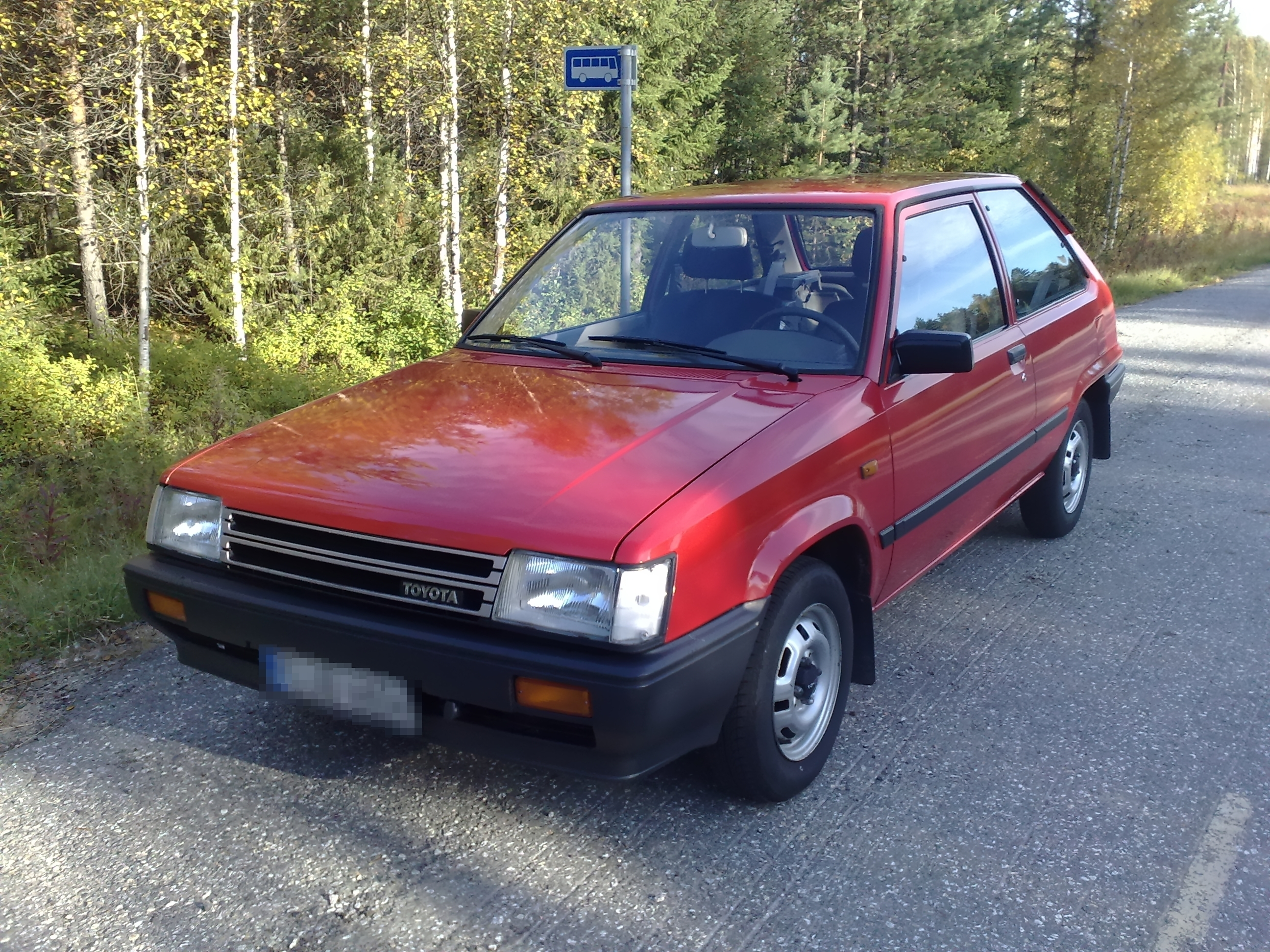
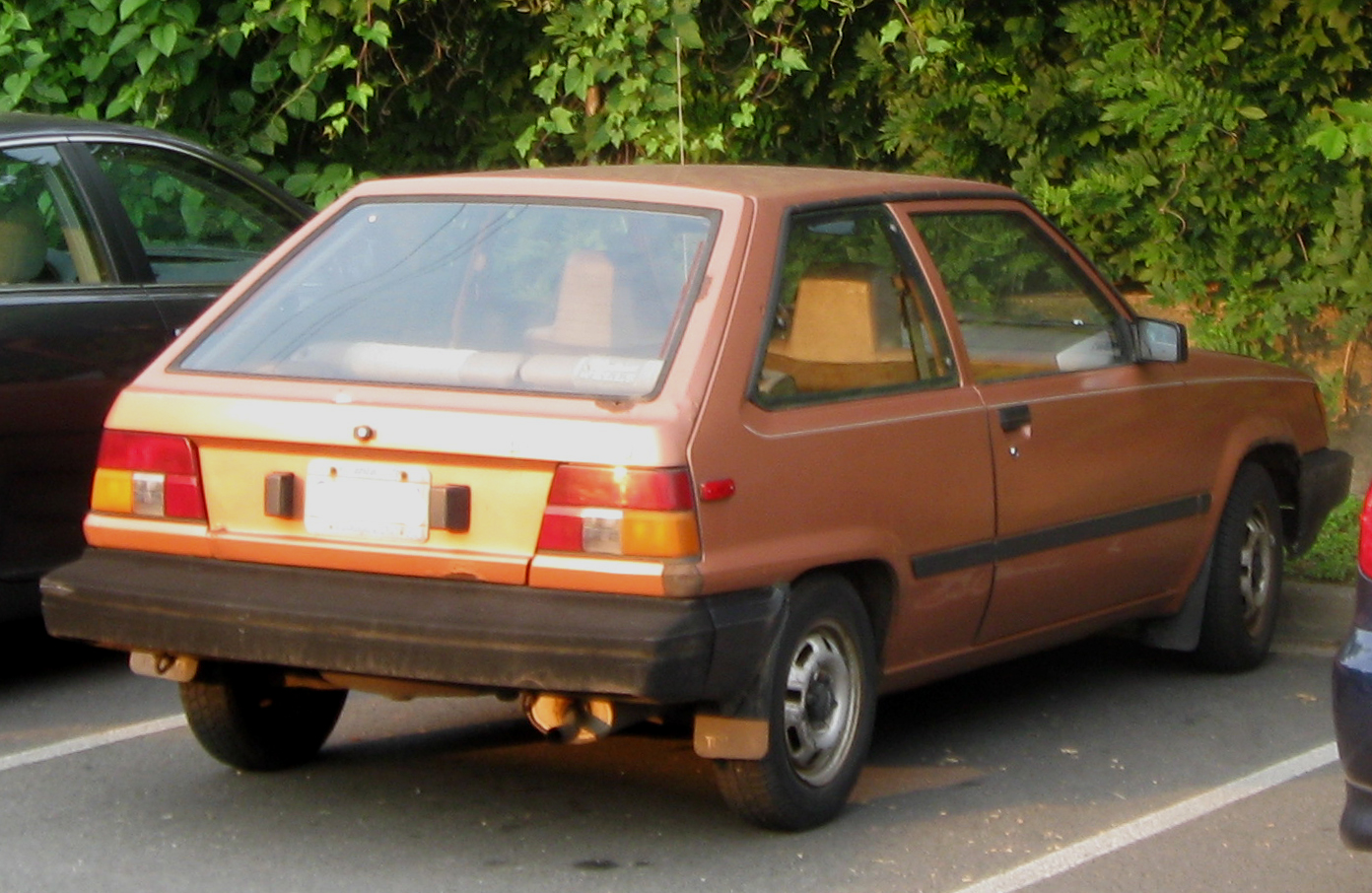
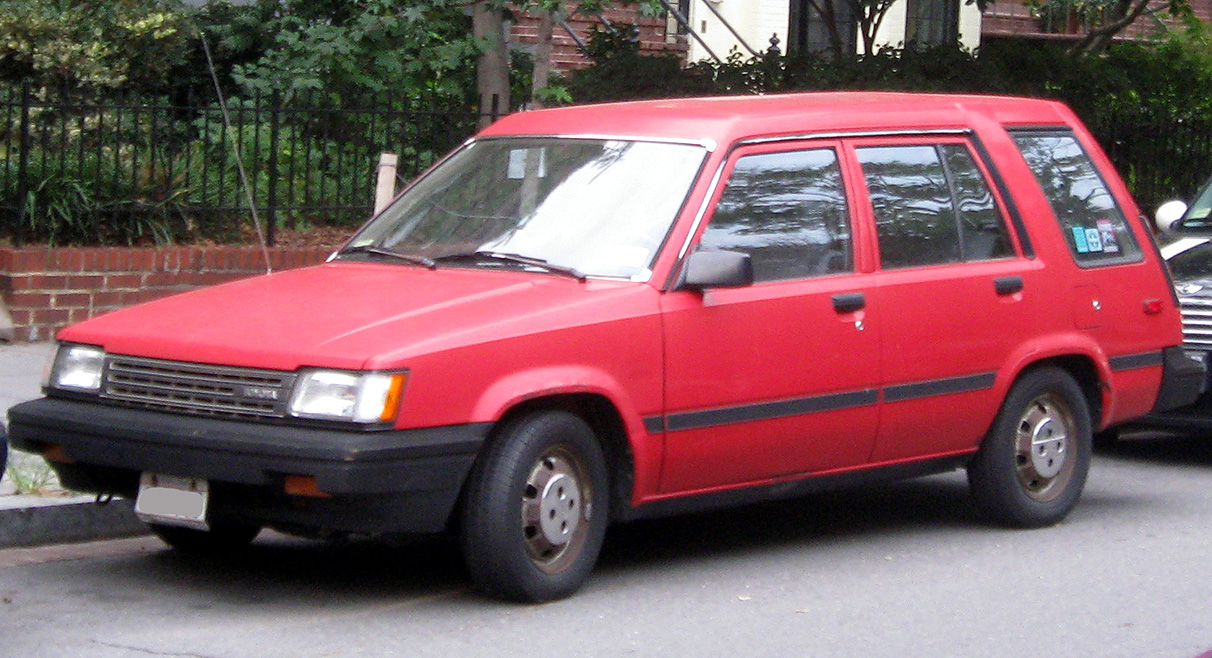

## اقرأ أيضا
- تويوتا ميراي